# نیکول درای‌دن
نیکول درای‌دن (به انگلیسی: Nicole Dryden) (زادهٔ ۵ آوریل ۱۹۷۵) شناگر اهل کانادا است.